# Stygiomedusa
Stygiomedusa is een geslacht van schijfkwallen uit de familie van de Ulmaridae.

## Soort
- Stygiomedusa gigantea (Browne, 1910)